# 政府道
政府道（せいふどう）は、アメリカ施政権下の沖縄において、琉球政府が設置し、維持管理を行っていた道路。日本本土における国道または県道に相当し、本土復帰後は、国道または県道に移行した。
これに対して、米国民政府および米軍が設置・維持管理した道路を軍道（軍用道路）と呼んだ。その他、政府道扱いながら維持管理を米軍が行った軍営繕道という道路もあった。
なお、鹿児島県奄美群島においても、1953年12月25日に日本に返還されるまでの僅かな間ではあったが、琉球政府の管轄期には同群島内の幹線道路約20路線以上が政府道に指定されていた。返還後は鹿児島県道となった（一部はさらに1975年に国道58号となった）。

## 路線標識
政府道の路線標識は、日本の国道の路線標識と同様に青色逆三角形（通称「おにぎり」）をしていた。但し、上部の文字は「政府道」で、中央部には大きい字で路線番号、下部に英語で「ROUTE」と記載されていた。

## 定義

### （旧）道路法
（1952年立法第40号）
旧道路法では、政府道の定義として、以下の各号を挙げている。
1. 琉球政府の所在地から市町村役場所在地に達する路線
2. 琉球政府の所在地から枢要の地又は港しんに達する路線
3. 琉球列島枢要の地からこれと密接な関係のある枢要の地又は港しんに達する路線
4. 数市町村を連絡する重要な幹線にしてその沿線地方と密接な関係のある枢要の地又は港しんに達する路線
5. 地方開発のため必要にして将来前各号の一に該当する路線

### （新）道路法
（1965年立法第64号）
新道路法では、政府道の定義として、以下の各号を挙げている。
政府道とは、琉球全域にわたる幹線道路網を構成し、かつ、次の各号の一に該当する路線で、行政主席がその路線を認定したものをいう。 
1. 市又は人口2万以上の町（以下これらを「主要地」という。）とこれらと密接な関係にある主要地、港湾法（1954年立法第59号）第2条に規定する特定港湾若しくは重要港湾若しくは地方港湾、漁業法（1959年立法第158号）第6条に規定する第2種漁港若しくは第3種漁港若しくは飛行場（以下これらを「主要港」という。）又は主要な観光地とを連絡する道路
2. 主要港とこれと密接な関係にある主要な観光地とを連絡する道路
3. 2以上の市町村を経由する幹線で、これらの市町村とその沿線地方に密接な関係にある主要地又は主要港とを連絡する道路
4. 主要地、主要港又は主要な観光地とこれらと密接な関係にある前各号の一に規定する政府道とを連絡する道路
5. 前各号に掲げるものを除くほか、地方開発のため特に必要な道路

## 1953年に指定された政府道一覧
所在自治体は1953年現在

### 沖縄本島
（☆○○号）は1965年に番号式になった路線名と路線番号
- 1号線　読谷村大湾～国頭村奥
  - 現在・国道58号（ただし以下の区間は除く）
    - 沖縄県道6号線（山田～仲泊・1975年に親志～仲泊間にバイパス開通したため）
    - 沖縄県道71号名護宜野座線（名護～伊差川・1986年に名護バイパス開通したため）
    - 沖縄県道9号線（津波～大保・1963年に先代塩屋大橋開通後「政府道9号線」に変更）
    - 国道331号（大保～塩屋・1963年に先代塩屋大橋開通後「政府道4号線」に編入）
- 3号線　那覇市宇栄原米軍基地第3ゲート（現航空自衛隊那覇基地付近）～三和村（現糸満市）喜屋武
  - 現在
    - 国道331号（航空隊前～赤嶺駅前、真栄里～南部病院前）
    - 沖縄県道231号那覇空港線（赤嶺駅前～名嘉地・2006年まで国道331号だったが1989年に開通した小禄バイパスにルート変更したため）
    - 沖縄県道256号豊見城糸満線（名嘉地～真栄里・2017年3月まで国道331号だったが、豊見城道路と糸満道路が完成4車線で全線開通しルート変更たため）
    - 沖縄県道3号線（小波蔵～喜屋武）
- 4号線　大宜味村大保～東村宇出那覇
  - 現在・国道331号
- 5号線　宜野湾村（現宜野湾市）普天間～大里村（現南城市大里）大城
  - 現在　
    - 国道330号（普天間～我如古）
    - 沖縄県道34号宜野湾西原線（我如古～真栄原）
    - 沖縄県道241号宜野湾南風原線（真栄原～首里儀保・新川～南風原兼城）
    - 沖縄県道82号那覇糸満線（首里儀保～新川・南風原兼城～照屋）
    - 沖縄県道86号南風原知念線（南風原照屋～大里大城）
- 6号線　読谷村楚辺～石川市（現うるま市石川）東恩納（山田～仲泊は1号線と重複）
  - 現在・沖縄県道6号線
- 7号線　那覇市山下町～三和村（現糸満市）米須
  - 現在・沖縄県道7号奥武山米須線（うち賀数～座波は沖縄県道82号那覇糸満線とも重複）
- 11号線　豊見城村（現豊見城市）上田～真和志村（現那覇市）古波蔵
  - 現在・沖縄県道11号線
- 12号線　読谷村喜名～宇座（高志保～瀬名波間は6号線と重複）
  - 現在・沖縄県道12号線（喜名～高志保）、読谷村道残波線（瀬名波～宇座）
- 13号線　糸満町（現糸満市糸満）～与那原町上与那原、金武村（現金武町）屋嘉～国頭村奥
  - 現在
    - 沖縄県道77号糸満与那原線（糸満～与那原）
    - 国道329号（屋嘉～二見、うち潟原～久志～辺野古は沖縄県道13号線）
    - 国道331号（二見～東村平良）
    - 沖縄県道70号国頭東線（東村平良～奥）
- 16号線　具志川村（現うるま市）宮里～与那城村（現うるま市与那城）西原
  - 現在・沖縄県道16号線
- 17号線　大里村（現南城市大里）目取真～具志頭村（現八重瀬町）港川
  - 現在・沖縄県道17号線
- 20号線　越来村（のちのコザ市、現沖縄市）胡屋～美里村（現沖縄市）高原
  - 現在・沖縄県道20号線
- 24号線　北谷村（現北谷町）謝苅～桃原
  - 現在・沖縄県道24号線
- 28号線　首里市（現那覇市首里）儀保町～山川町
  - 現在・沖縄県道28号線
- 31号線　与那城村（現うるま市）与那城～屋慶名
  - 現在・沖縄県道10号伊計平良川線
- 33号線　具志川村（現うるま市）川田～美里村（現沖縄市）高原
  - 現在・沖縄県道33号具志川沖縄線（具志川前原の一部は沖縄県道85号沖縄環状線）
- 34号線　宜野湾村（現宜野湾市）大謝名～真栄原
  - 現在・沖縄県道34号宜野湾西原線
- 35号線　宜野湾村（現宜野湾市）普天間～中城村奥間
  - 現在・沖縄県道29号那覇北中城線（安谷屋～中城新垣）、沖縄県道35号線（普天間～安谷屋・中城新垣～奥間）
- 37号線　具志川村（現うるま市）具志川～勝連村（現うるま市勝連）平敷屋
  - 現在・沖縄県道37号線
- 38号線　浦添村（現浦添市）屋富祖～西原村（現西原町）小那覇
  - 現在・沖縄県道38号浦添西原線
- 40号線　那覇市泊～与那原町浜田（首里鳥堀～新川は5号線と重複）
  - 現在・沖縄県道29号那覇北中城線（泊～首里鳥堀）、沖縄県道240号南風原与那原線（新川～与那原）
- 44号線　那覇市東町～与那原町森下、佐敷村（現南城市佐敷）新里～知念村（現南城市知念）久手堅
  - 現在
    - 国道330号（東町～古波蔵、2007年まで国道329号だったが那覇東バイパス開通でルート変更したため）
    - 国道507号（古波蔵～上間、同上）
    - 国道329号（上間～与那原）
    - 国道331号（佐敷～知念）
- 45号線　真和志村（現那覇市）松尾～寄宮
  - 現在・沖縄県道222号真地久茂地線
- 46号線　真和志村（現那覇市）安里～具志頭村（現八重瀬町）具志頭
  - 現在・国道507号（国場～具志頭）、沖縄県道46号線（安里～国場）
- 48号線　東風平村（現八重瀬町）外間～玉城村（現南城市玉城）富里
  - 現在・沖縄県道48号線
- 52号線　高嶺村（現糸満市）与座～具志頭村（現八重瀬町）新城
  - 現在・沖縄県道52号線
- 54号線　三和村（現糸満市）新垣～具志頭村（現八重瀬町）仲座
  - 現在・沖縄県道250号糸満具志頭線
- 64号線　三和村（現糸満市）小波蔵～知念村（現南城市知念）久手堅
  - 現在・国道331号（南波平～久手堅、ただし以下の区間は除く）
    - 沖縄県道17号線（港川～長毛・1987年に港川バイパスが開通したため）
    - 沖縄県道137号佐敷玉城線（百名～仲村渠・1996年に百名バイパスが開通したため）
- 68号線　豊見城村（現豊見城市）名嘉地～上田
  - 現在・沖縄県道256号豊見城糸満線（2017年3月までは沖縄県道68号線だった）
- 104号線　恩納村安富祖～金武村（現金武町）金武
  - 現在・沖縄県道104号線
- 108号線　名護町（現名護市）許田～宜野座村松田
  - 現在・沖縄県道71号名護宜野座線
- 112号線　名護町（現名護市）城～本部町渡久地
  - 現在
    - 国道449号（名護宮里～大浜）
    - 沖縄県道91号本部循環線（城～宮里）
    - 沖縄県道219号渡久地港線（渡久地港入口～渡久地）
    - 沖縄県道244号渡久地山入端線（大浜～渡久地）
- 116号線　名護町（現名護市）東江～本部町渡久地
  - 現在・沖縄県道84号名護本部線
- 117号線　屋部村（現名護市）屋部～今帰仁村仲宗根
  - 現在・沖縄県道72号名護運天港線
- 122号線　名護町（現名護市）～久志村（現名護市）二見
  - 現在・国道329号
- 124号線　羽地村（現名護市）仲尾次～本部町渡久地
  - 現在・国道449号（浦崎～渡久地）、国道505号（仲尾次～浦崎）、沖縄県道84号名護本部線（渡久地の終点部）
- 127号線　南風原村（現南風原町）喜屋武～山川
  - 現在・沖縄県道82号那覇糸満線
- 131号線　東風平村（現八重瀬町）東風平～具志頭村（現八重瀬町）新城
  - 現在・沖縄県道131号線
- 153号線　浦添村（現浦添市）牧港～首里市（現那覇市首里）平良町
  - 現在・沖縄県道153号線
- 政庁那覇港線（☆42号線）　那覇市琉球政庁（現沖縄県庁）～那覇港（久茂地～東町は1号線と重複）
  - 現在・国道390号（東町～那覇港）、沖縄県道42号線（県庁～久茂地）
- 牧志線（☆39号線）　那覇市美栄橋町～真和志村（現那覇市）安里　
  - 現在・沖縄県道39号線（国際通り）
- 安里古波蔵線（☆41号線）　真和志村（現那覇市）安里～古波蔵
  - 現在・国道330号（ひめゆり通り）
- 琉球大学線（☆49号線）　首里市（現那覇市首里）池端町～当蔵町
  - 現在・沖縄県道49号線（琉球大学は現在の首里城公園）
- 小禄高良線（☆62号線）　小禄村（現那覇市）小禄～高良
  - 現在・沖縄県道62号線
- 喜屋武津嘉山線（☆128号線）　南風原村（現南風原町）喜屋武～津嘉山
  - 現在・沖縄県道128号線
- 百名親ヶ原線（☆137号線）　玉城村（現南城市玉城）百名～親慶原
  - 現在・沖縄県道86号南風原知念線（垣花～親慶原）、沖縄県道137号佐敷玉城線（百名～垣花）
- 小波津首里線（☆155号線）　西原村（現西原町）小波津～首里市（現那覇市首里）平良町
  - 現在・沖縄県道155号線
- 新垣首里線（☆29号線）　中城村新垣～首里市（現那覇市首里）平良町
  - 現在・沖縄県道29号那覇北中城線
- 我如古棚原線（☆34号線）　宜野湾村（現宜野湾市）我如古～西原村（現西原町）棚原
  - 現在・沖縄県道34号宜野湾西原線
- 中城公園線（☆146号線）　北中城村安谷屋～中城村伊舎堂
  - 現在・沖縄県道146号線
- 高江洲幸崎線（☆36号線）　具志川村（現うるま市）高江洲～幸崎
  - 現在・沖縄県道36号線
- 池原平良川線（☆36号線）　美里村（現沖縄市）池原～具志川村（現うるま市）喜屋武
  - 現在・沖縄県道36号線
- 伊差川呉我線（☆113号線）　羽地村（現名護市）伊差川～呉我
  - 現在・沖縄県道71号名護宜野座線
- 羽地屋我地線（☆110号線）　羽地村（現名護市）真喜屋～屋我地村（現名護市）饒平名村役所（現名護市屋我地支所）
  - 現在・沖縄県道110号線
- 愛楽園線（☆125号線）　屋我地村（現名護市）屋我～愛楽園（沖縄愛楽園）
  - 現在・沖縄県道125号線
- 浦崎具志堅線（☆114号線）　本部町浦崎～上本部村（現本部町）具志堅
  - 現在・沖縄県道114号線
- 湧川伊豆味線（☆123号線）　今帰仁村湧川～本部町伊豆味
  - 現在・沖縄県道123号線
- 渡久地今泊線（☆115号線）　本部町渡久地～本部町今泊
  - 現在・沖縄県道115号線
- 運天港仲宗根線（☆117号線）　今帰仁村上運天運天港～仲宗根
  - 現在・沖縄県道72号名護運天港線
- 与那安田線（☆2号線）　国頭村与那～安田
  - 現在・沖縄県道2号線

### 沖縄本島周辺離島
村役所は現在の村役場
- 久米島一周線　具志川村（現久米島町）鳥島港～仲里村（現久米島町）～鳥島（久米島を一周）
  - 現在・沖縄県道89号久米島空港真泊線（鳥島港～仲里比嘉～宇根）、沖縄県道242号宇根仲泊線（宇根～鳥島）
  - 現在の沖縄県道245号久米島一周線とは大半が別ルート
- 渡嘉敷渡嘉敷港線　渡嘉敷村役所～渡嘉敷港
  - 現在・沖縄県道186号渡嘉敷港線
- 座間味座間味港線　座間味村役所～座間味港
  - 現在・沖縄県道187号座間味港線
- 粟国粟国港線　粟国村役所～粟国港
  - 現在・沖縄県道185号粟国港線
- 渡名喜渡名喜港線　渡名喜村役所～渡名喜港
  - 現在・沖縄県道188号渡名喜港線
- 南大東南大東港線　南大東村役所～南大東港
  - 現在・沖縄県道182号北南線（南大東西港入口～旧役場前）、残りは南大東村道
- 北大東北大東港線　北大東村役所～北大東港
  - 現在・沖縄県道184号北大東港線
- 伊江川平港線　伊江村役所～川平港
  - 現在・沖縄県道180号伊江川平線
- 伊是名仲田港線　伊是名村役所～仲田港
  - 現在・沖縄県道178号仲田伊是名線
- 伊平屋前泊港線　伊平屋村役所～前泊港
  - 現在・沖縄県道179号田名野甫線

### 宮古諸島
宮古地方庁は現在の沖縄県宮古事務所にあたるが当時は平良市（現宮古島市平良）西里にあった。
- 宮古漲水港線　平良市宮古地方庁（現宮古島市平良西里）～漲水港（現平良港）
  - 現在・沖縄県道243号高野西里線（旧国道390号）
- 平良保良線　平良市宮古地方庁（現宮古島市平良西里）～城辺町（現宮古島市城辺）保良
  - 現在・国道390号（城辺福里～保良）、沖縄県道78号平良城辺線（平良～城辺福里）
- 平良与那覇線　平良市宮古地方庁（現宮古島市平良西里）～下地町（現宮古島市下地）与那覇
  - 現在
    - 国道390号（久貝～上地）
    - 沖縄県道191号与那覇上地線（上地～与那覇）
    - 沖縄県道243号高野西里線（西里～久貝）
- 平良狩俣線　平良市宮古地方庁（現宮古島市平良西里）～狩俣
  - 現在・沖縄県道83号保良西里線（西里～大浦）、沖縄県道230号池間大浦線（大浦～狩俣）
- 平良新里線　平良市宮古地方庁（現宮古島市平良西里）～上野村（現宮古島市上野）新里
  - 現在・沖縄県道190号平良新里線
- 平良久松港線　平良市宮古地方庁（現宮古島市平良西里）～久松港
  - 現在・沖縄県道192号平良久松港線
- 城辺下地線　城辺町（現宮古島市城辺）福里～下地町（現宮古島市下地）上地
  - 現在・国道390号（現在の沖縄県道246号城辺下地線とは一部重複するくらいで完全に別路線）
- 友利線　平良市（現宮古島市平良）下里添～城辺町（現宮古島市城辺）友利
  - 現在・沖縄県道201号友利線
- 宮国線　下地町（現宮古島市下地）川満～上野村（現宮古島市上野）宮国
  - 現在・沖縄県道202号宮国線
- 福里保良線　城辺町（現宮古島市城辺）福里～保良
  - 現在・沖縄県道199号福里保良線
- 鏡原増原線　平良市（現宮古島市平良）西里鏡原～東仲宗根添増原
  - 現在・沖縄県道194号鏡原増原線
- 野原越七原線　平良市（現宮古島市平良）西里野原越～下里七原
  - 現在・沖縄県道195号野原越七原線
- 南静園線　平良市（現宮古島市平良）大浦～島尻南静園
  - 現在・沖縄県道83号保良西里線（大浦～南静園入口）
- 伊良部港佐良浜港線　伊良部村（現宮古島市伊良部）伊良部港（現長山港）～佐良浜港
  - 現在・沖縄県道204号長山港佐良浜港線
- 国仲佐良浜港線　伊良部村（現宮古島市伊良部）国仲～佐良浜港
  - 現在・沖縄県道90号下地島空港佐良浜線
- 多良間多良間港線　多良間村役所（現役場）～多良間港
  - 現在・沖縄県道205号多良間多良間港線

### 八重山諸島
八重山地方庁は現在の沖縄県八重山事務所にあたるが当時は石垣市登野城の730交差点角にあった。
- 石垣石垣港線　石垣市八重山地方庁（現登野城730交差点）～石垣港
  - 現在・国道390号
- 石垣平久保線　石垣市八重山地方庁（現登野城730交差点）～大浜町（現石垣市）平久保
  - 現在・国道390号（登野城～伊原間）、沖縄県道206号平野伊原間線（伊原間～平久保）
- 石垣川平線　石垣市八重山地方庁（現登野城730交差点）～川平
  - 現在・沖縄県道79号石垣港伊原間線（登野城～川平高屋）、沖縄県道207号川平高屋線（川平高屋～川平）
- 名蔵一周線　石垣市八重山地方庁（現登野城730交差点）～石垣長田八力（新川～石垣は石垣川平線と重複）
  - 現在・沖縄県道87号富野大川線（登野城～平得）、沖縄県道211号新川白保線（平得～新川）
- 石垣浅田線　石垣市石垣長田八力～名蔵元名蔵
  - 現在・沖縄県道208号石垣浅田線
- 川平伊野田線　石垣市川平高屋～大浜町（現石垣市）桃里伊野田収場
  - 現在・沖縄県道79号石垣港伊原間線（川平～桴海）
- 大浜富野線　大浜町（現石垣市）大浜船着～桴海大田（富野）
  - 現在・沖縄県道87号富野大川線（富野～真栄里）、沖縄県道209号大浜富野線（大浜真栄里～船着）
- 白浜南風見線　竹富町西表白浜～南風見
  - 現在・沖縄県道215号白浜南風見線
- 与那国島線　与那国町祖納～久部良～祖納
  - 現在・沖縄県道216号与那国島線